# مترو شانغهاي

مخطط شبكة مترو شانغهاي.

مترو شانغهاي هو نظام النقل المدني السريع في شانغهاي أكبر مدن الصين. يتضمن النظام خطوط المترو وخطوط سكك الحديد العادية وتم افتتاحه عام 1993، مما يجعل شانغهاي ثالث مدينة في بر الصين الرئيسي تمتلك نظام المترو بعد بكين وتيانجين. منذ ذلك الوقت أصبح مترو شانغهاي أسرع أنظمة النقل توسعا في العالم.
في عام 2011، هناك 11 خط في مترو شانغهاي، 289 محطة تمتد على أكثر من 439 كم من خطوط السكة الحديدية، وهي بذلك تعتبر أطول شبكة مترو في العالم. قام مترو شانغهاي بنقل ملياري مسافر في عام 2010، بمعدل 5.2 مليون مسافر في اليوم.

## معرض صور

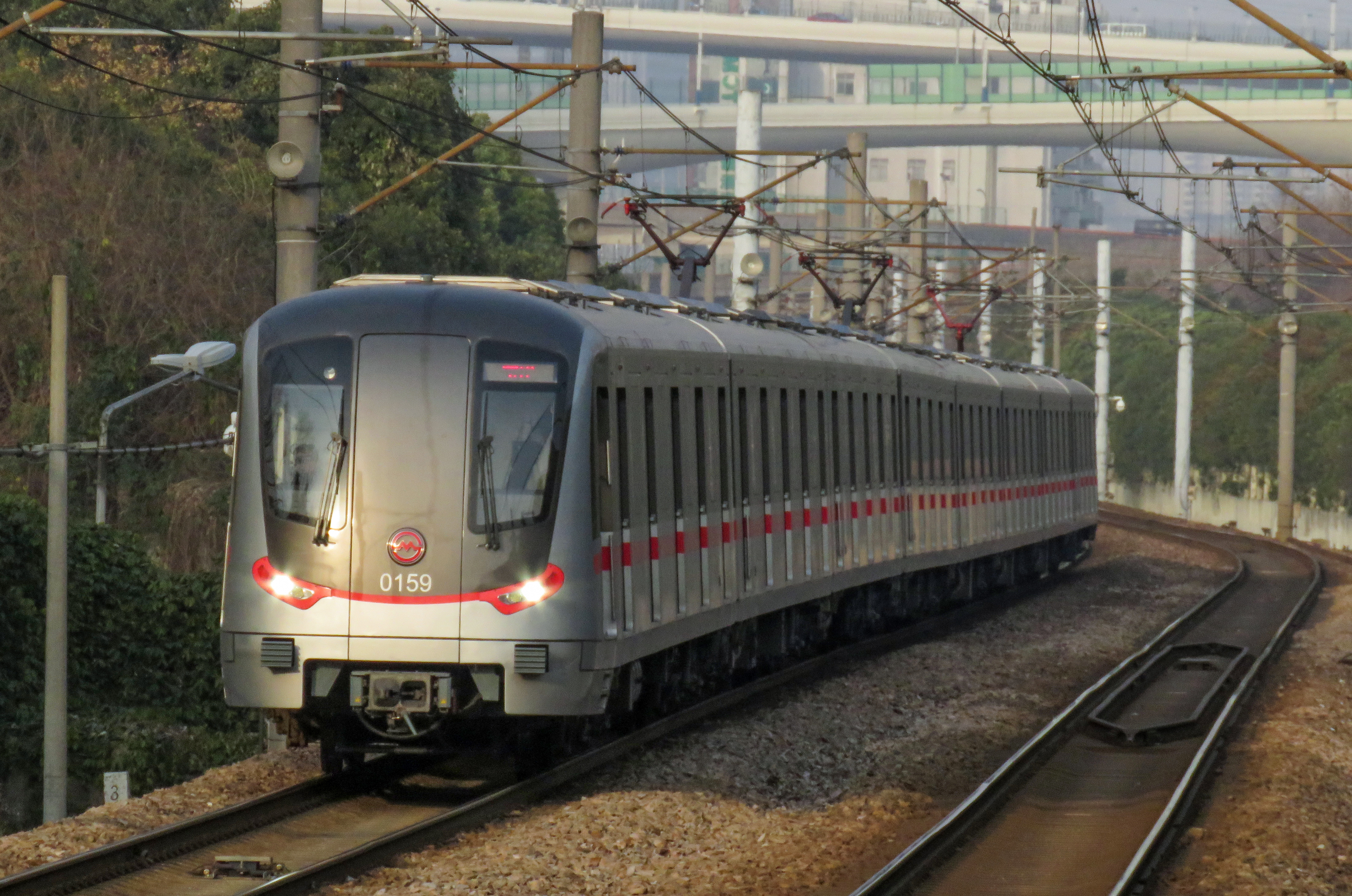
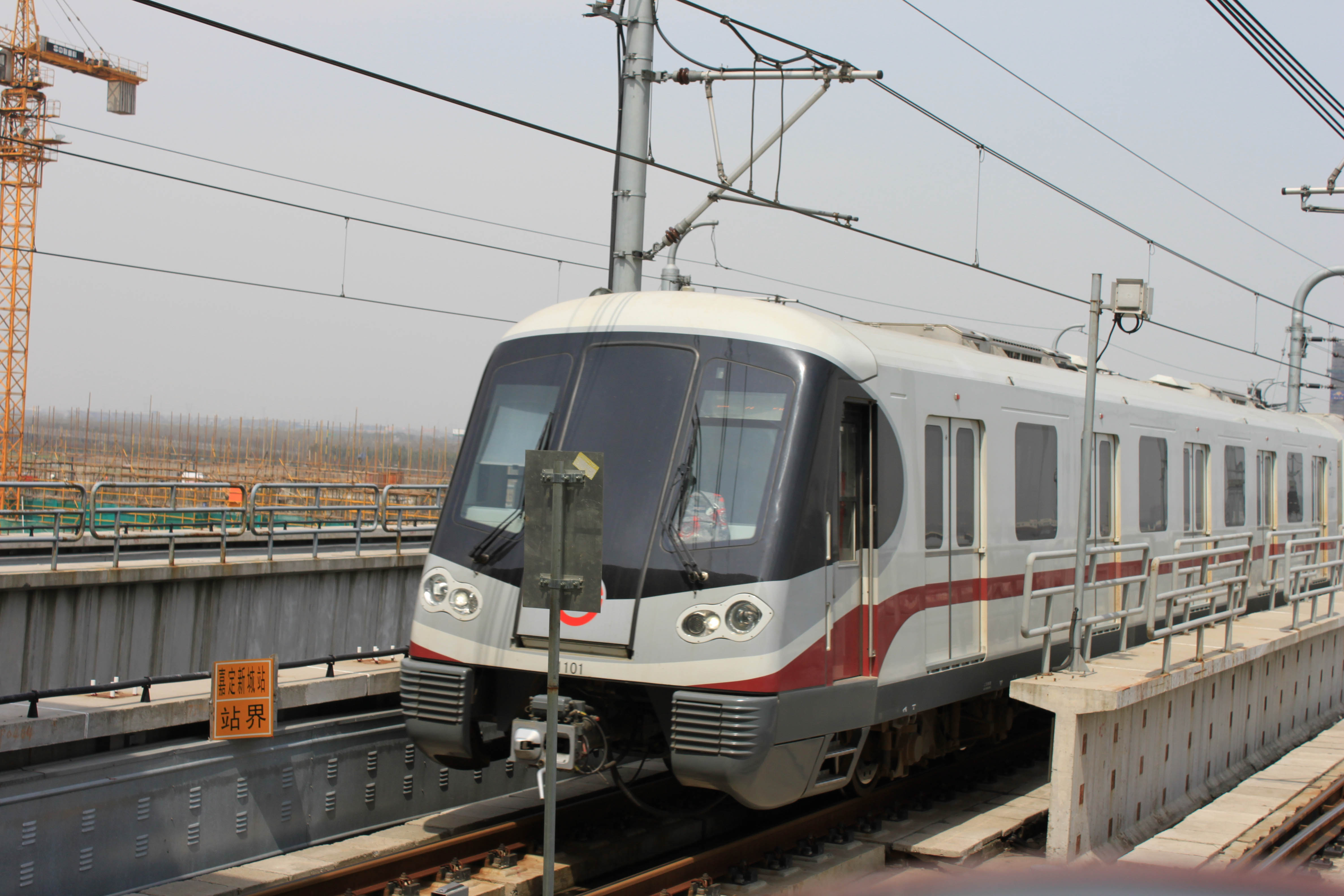
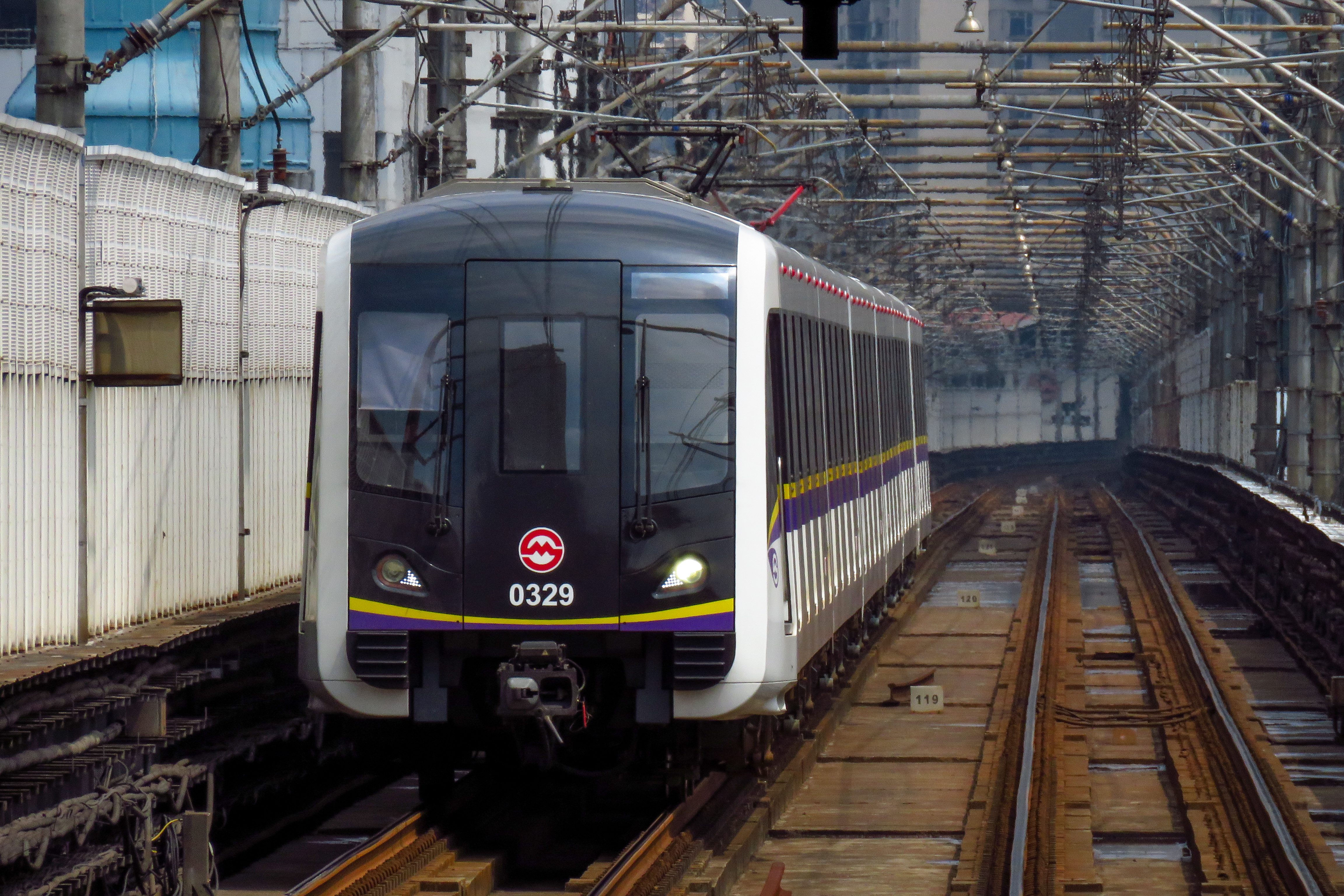
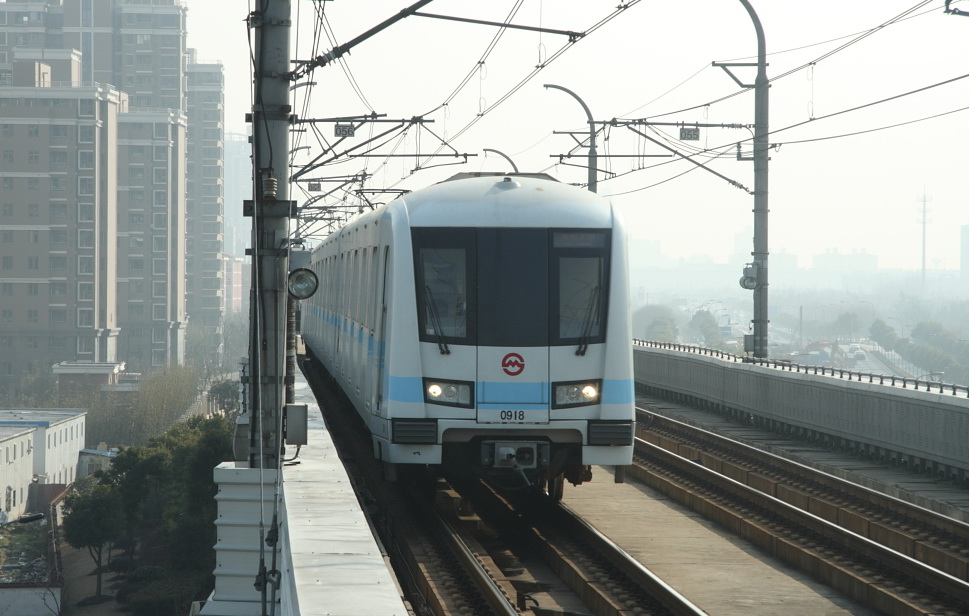

## وصلات خارجية
- الموقع الرسمي لمترو شانغهاي